# Maillot
För den franska staden, se Maillot (stad)

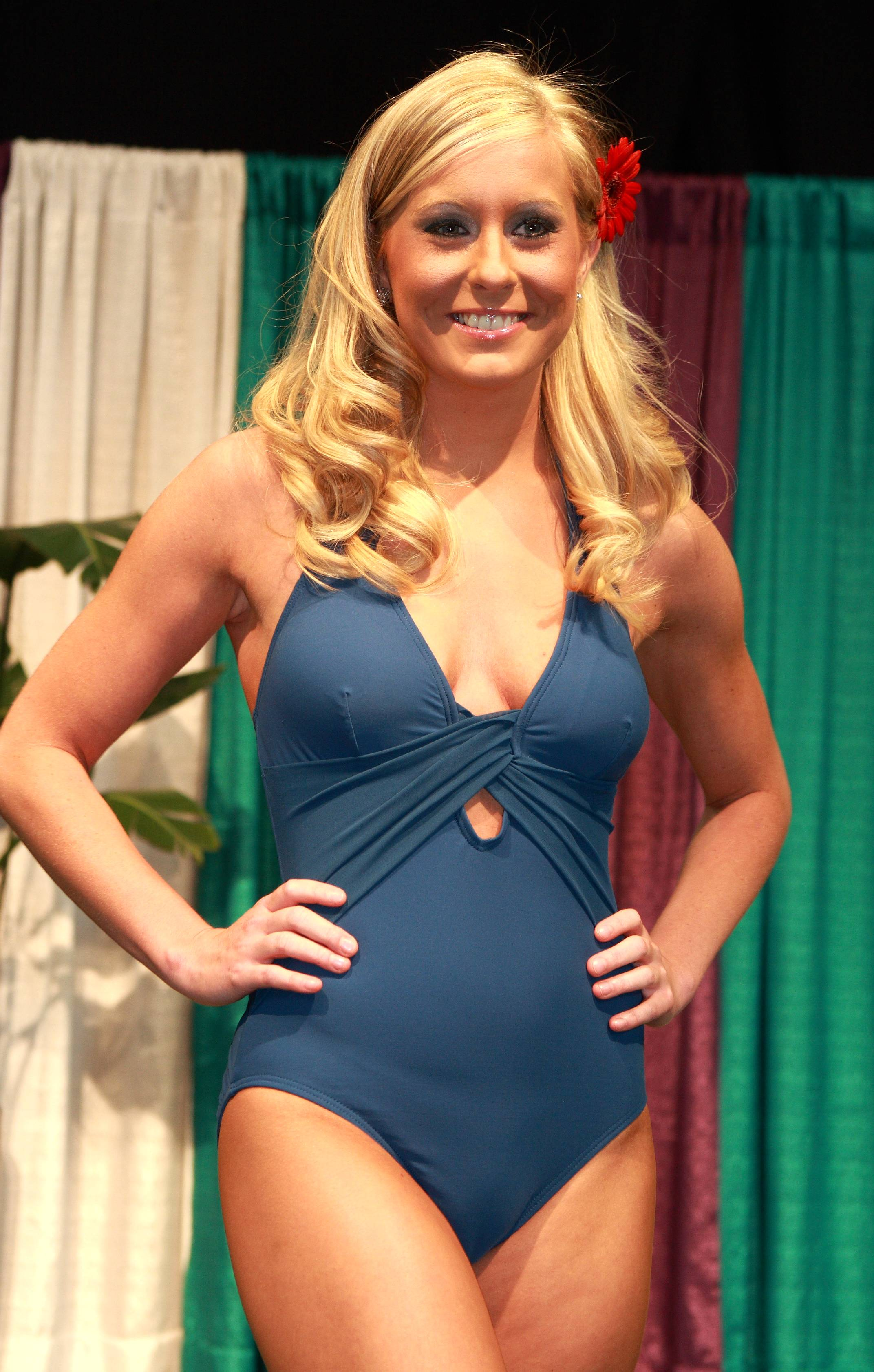
En kvinna med en blå maillot

Maillot, efter franska maille "maska" (på gammalfranska heter baddräkt maillol, på modern franska maillot de bain), plagg som liknar baddräkter. Ordet används bland annat på engelska om den skärning som en baddräkt för kvinnor normalt har och ibland även som synonym till termen one-piece swimsuit (hel baddräkt), medan franskans maillot de bain kan stå för alla typer av badkläder.
Termen myntades av en klädmakare vid franska operan som i början av 1800-talet uppfann de stickade trikåer dansare bar. På avstånd skulle dansarna verka nakna, alltså var trikåerna (benkläder och långärmad top) hudfärgade.